# Xysticus tugelanus
Xysticus tugelanus là một loài nhện trong họ Thomisidae.
Loài này thuộc chi Xysticus. Xysticus tugelanus được George Newbold Lawrence miêu tả năm 1942.